# Anton Schweighofer

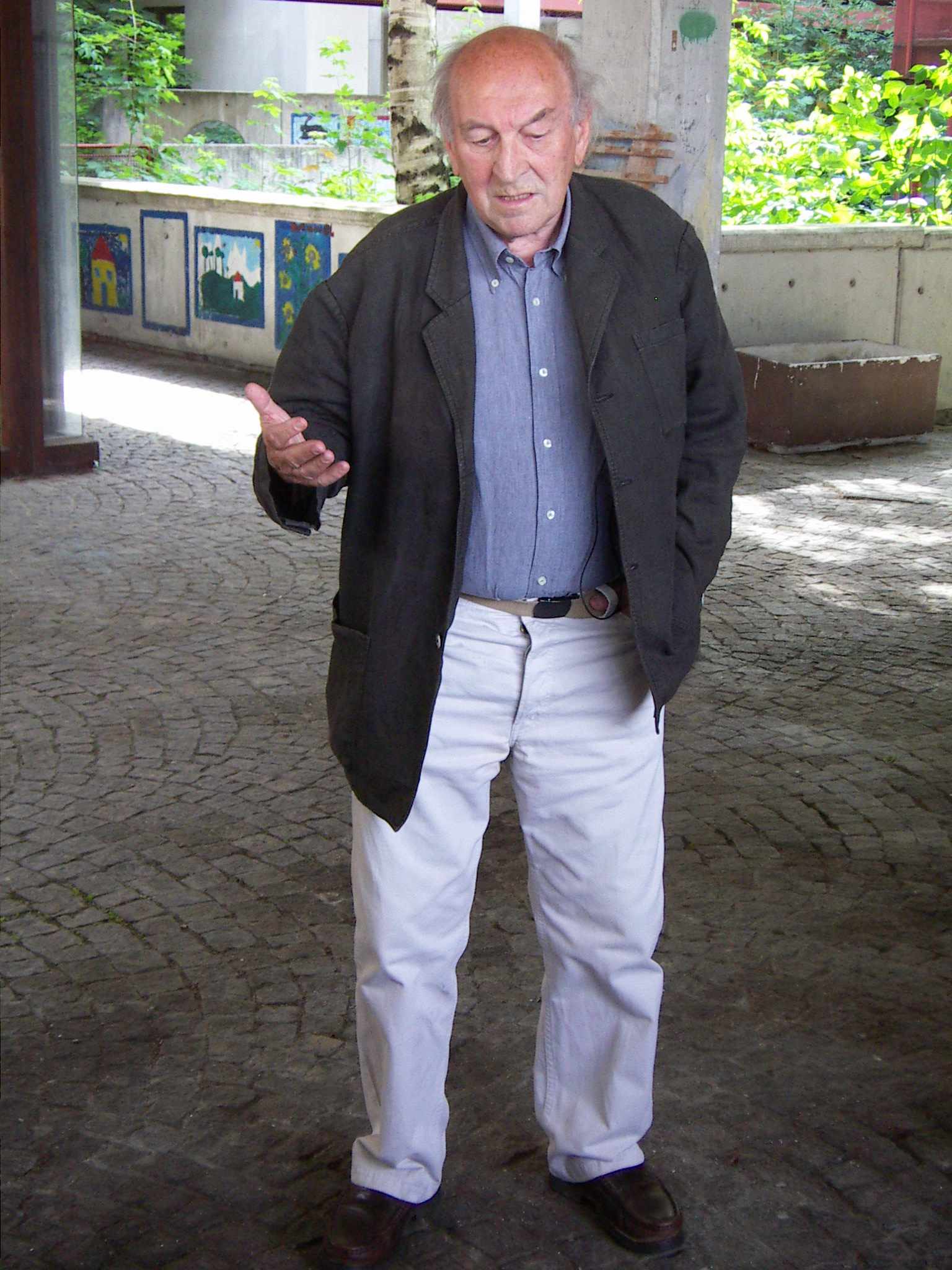
Anton Schweighofer (2008)

Anton Schweighofer (* 17. November 1930 in Ayancık, Provinz Sinop, Türkei; † 20. Dezember 2019 in Wien) war ein österreichischer Architekt.

## Leben
Anton Schweighofer studierte Architektur auf der Akademie der Bildenden Künste in Wien bei Clemens Holzmeister und diplomierte im Jahr 1954. Danach folgten Praxisjahre in Österreich, Schweden und der Schweiz. Von 1959 bis 1964 bestand eine Partnerschaft mit dem Architekten Rupert Falkner (1930–2022). Schweighofers Projekte umfassen Kindergärten, Schulen, Universität, Heime, Spitäler, Wohnbau, Theater- und Kulturhäuser und Städtebau. Ab 1977 war er als Nachfolger von Karl Schwanzer o. Univ.-Professor am Institut für Gebäudelehre und Entwerfen (heute: Institut für Architektur und Entwerfen) an der Technischen Universität Wien. Seine Urne wurde am Friedhof in St. Andrä-Wördern beigesetzt.

## Auszeichnungen
- 2004 Kulturpreis des Landes Niederösterreich für Architektur

## Realisationen
- 1965–1968: Kindergarten, Wördern[4]
- 1966: Mercedes-Benz Verwaltungsgebäude in Wien (2 Fotos von M. Spiluttini unter: spiluttini.azw.at)
- 1966: Kindergarten in Taegu, Südkorea
- Kindergarten in Wördern
- 1969–1974: Stadt des Kindes in Wien-Penzing, Sozialpädagogisches Konzept: Maria Jacobi[5]
- 1969: Kinderdorf in Neu-Delhi
- 1970: Institutsgebäude der Universität für Bodenkultur in Wien
- 1971–1974: Pavillon C des Neurologischen Krankenhauses Rosenhügel in Wien, mit Rupert Falkner
- 1980–1981: Wohn- und Geschäftshaus Manteuffelstraße 28, Berlin-Kreuzberg[6]

## Ausstellungen
- 1992: Biennale Buenos Aires
- 1993: Weltkongreß Chicago